# Héctor Vera Colona
Héctor Vera Colona (ur. 26 lutego 1962 w Chiclayo) – peruwiański duchowny rzymskokatolicki, od 2007 biskup Ica.

## Życiorys
Święcenia kapłańskie przyjął 8 grudnia 1987 i został inkardynowany do diecezji Chiclayo. Pracował przede wszystkim jako duszpasterz parafialny, był także m.in. rektorem "pre-seminarium" w Chiclayo oraz wikariuszem generalnym diecezji.
31 października 2007 został mianowany biskupem diecezji Ica. Sakry biskupiej udzielił mu 8 grudnia 2007 kard. Juan Luis Cipriani Thorne.